# Lista de meios de comunicação em Araraquara
Lista de meios de comunicação em Araraquara é uma lista onde constam com os meios de comunicação da cidade de Araraquara.

## Radiofônico

### Rádios FM
- Nativa FM - 91.9 MHz[1]
- Hot Mix FM - 94.9 MHz (migrante AM 790 kHz)[2]
- EP FM Araraquara - 95.7 MHz (antes CBN Araraquara)[3][4]
- Cultura FM - 97.3 MHz[2]
- Morada FM - 98.1 MHz[2][5]
- UNIARA FM - 100.1 MHz[6]
- Única FM - 101.3 MHz (Américo Brasiliense)[2]
- Sertaneja FM - 102.9 MHz (Rincão)[7][8]
- Brasil FM - 104.9 MHz[9]
- Rede Aleluia - 105.7 MHz (Santa Lúcia)[10]
- Rádio A+ Morada - 107.5 MHz (migrante AM 640 kHz)[2][5]

## Televisão

### Emissoras
- Canal 7.1: TV Cultura Paulista (E)[2]
- Canal 20.1: TV Morada do Sol / TV Brasil (E)[2]
- Canal 35.1: Record News (E)[11]

### Retransmissoras
- - Canal 6.1: EPTV Central (Rede Globo) (R)
  - Canal 9.1: TV Clube (Rede Bandeirantes) (R)
  - Canal 11.1: TV Cultura / 11.2: Univesp TV / 11.3: Multicultura (R)
  - Canal 12.1: SBT Central (SBT) (R)
  - Canal 13.1: RecordTV Interior SP (Rede Record) (R)
  - Canal 19.1: TV Gazeta (R)
  - Canal 26.1: RCI (TV Pai Eterno) (R) em instalação
  - Canal 32.1: Rede Vida (R)
  - Canal 34.1: TV Canção Nova (R)
  - Canal 38.1: TV Aparecida (R)
  - Canal 40.1: RedeTV! (R)
  - Canal 43.1: Rede Família (R)
  - Canal 46.1: TV Mix Regional (R) em instalação
  - Canal 57.1: RIT (R)
  - Canal 61.1: TV Câmara (R) em instalação

### Canais de TV fechada (locais)
- Tv Circulando - Canal 99 (NET) - Canal 14 (NET Digital) - Canal 45 (Super TV)[12][13][14]

### Empresas de TV por assinatura
- - Claro TV (satélite)
  - NET (cabo)
  - SKY (satélite)
  - SuperTV (mmds)
  - Vivo TV (satélite)

### Observações
A Rede Mulher foi uma emissora com sede em Araraquara fundada em 8 de agosto de 1994. Foi substituída em 27 de setembro de 2007 pela Record News.
A TV Ara foi uma emissora fundada no dia 22 de agosto de 2010, no dia em que Araraquara completava 193 anos. Ela era geradora em UHF, no canal 31. No dia 6 de outubro de 2014, a emissora passou a denominar-se TV Cultura Paulista, afiliando-se à TV Cultura, de São Paulo, retransmitindo a programação da emissora paulistana e produzindo conteúdos locais e regionais, inicialmente para 18 municípios da região, com projeto de expansão, em 2015, para as regiões de Franca, São José do Rio Preto, Limeira e Piracicaba.

## Telefonia fixa
- Vivo
- Embratel

## Telefonia móvel
- Vivo (na banda A)
- Claro (na banda B)
- TIM (na banda D)
- Oi (na banda D)